# 少刺毛假糙苏
少刺毛假糙苏（学名：Paraphlomis paucisetosa）为唇形科假糙苏属下的一个种。

## 扩展阅读
- 維基物種上的相關：少刺毛假糙苏